# Тамна материја (филм)
Тамна материја (енгл. „Dark Matter“) је америчка драма из 2006, премијерно приказана на Санденс фестивалу исте године. Филм је базиран на истинитим догађајима.

## Улоге
| Глумац      | Улога        |
| ----------- | ------------ |
| Љу Је       | Љу Синг      |
| Ејдан Квин  | Џејкоб       |
| Мерил Стрип | Џоана Силвер |